# Résultats par département des élections législatives françaises de 1968
 (mars 2025).
La mise en forme du texte ne suit pas les recommandations de Wikipédia : il faut le « wikifier ».
Les points d'amélioration suivants sont les cas les plus fréquents. Le détail des points à revoir est peut-être précisé sur la page de discussion.
- Les titres sont pré-formatés par le logiciel. Ils ne sont ni en capitales, ni en gras.
- Le texte ne doit pas être écrit en capitales (les noms de famille non plus), ni en gras, ni en italique, ni en « petit »…
- Le gras n'est utilisé que pour surligner le titre de l'article dans l'introduction, une seule fois.
- L'italique est rarement utilisé : mots en langue étrangère, titres d'œuvres, noms de bateaux, etc.
- Les citations ne sont pas en italique mais en corps de texte normal. Elles sont entourées par des guillemets français : « et ».
- Les listes à puces sont à éviter, des paragraphes rédigés étant largement préférés. Les tableaux sont à réserver à la présentation de données structurées (résultats, etc.).
- Les appels de note de bas de page (petits chiffres en exposant, introduits par l'outil «  Source ») sont à placer entre la fin de phrase et le point final[comme ça].
- Les liens internes (vers d'autres articles de Wikipédia) sont à choisir avec parcimonie. Créez des liens vers des articles approfondissant le sujet. Les termes génériques sans rapport avec le sujet sont à éviter, ainsi que les répétitions de liens vers un même terme.
- Les liens externes sont à placer uniquement dans une section « Liens externes », à la fin de l'article. Ces liens sont à choisir avec parcimonie suivant les règles définies. Si un lien sert de source à l'article, son insertion dans le texte est à faire par les notes de bas de page.
- La présentation des références doit suivre les conventions bibliographiques. Il est recommandé d'utiliser les modèles {{Ouvrage}}, {{Chapitre}}, {{Article}}, {{Lien web}} et/ou {{Bibliographie}}. Le mode d'édition visuel peut mettre en forme automatiquement les références.
- Insérer une infobox (cadre d'informations à droite) n'est pas obligatoire pour parachever la mise en page.

Pour une aide détaillée, merci de consulter Aide:Wikification.
Si vous pensez que ces points ont été résolus, vous pouvez retirer ce bandeau et améliorer la mise en forme d'un autre article.
L'élection des députés de la IVe législature de la Cinquième République française a lieu les 23 et 30 juin 1968.

## Ain

Députés élus de l'Ain par circonscription

| Circonscription | Député sortant        | Parti | Parti | Député élu ou réélu   | Parti | Parti |
| --------------- | --------------------- | ----- | ----- | --------------------- | ----- | ----- |
| 1re             | Paul Barberot         |       | CD    | Paul Barberot         |       | CD    |
| 2e              | Marcel Anthonioz      |       | RI    | Marcel Anthonioz      |       | RI    |
| 3e              | Guy de La Verpillière |       | RI    | Guy de La Verpillière |       | RI    |

## Aisne

Députés élus de l'Aisne par circonscription

| Circonscription | Député sortant    | Parti | Parti       | Député élu ou réélu | Parti | Parti       |
| --------------- | ----------------- | ----- | ----------- | ------------------- | ----- | ----------- |
| 1re             | Guy Sabatier      |       | UDR         | Guy Sabatier        |       | UDR         |
| 2e              | Edmond Bricout    |       | UDR         | Edmond Bricout      |       | UDR         |
| 3e              | Maurice Brugnon   |       | FGDS (SFIO) | Maurice Brugnon     |       | FGDS (SFIO) |
| 4e              | Albert Catalifaud |       | UDR         | Albert Catalifaud   |       | UDR         |
| 5e              | André Rossi       |       | CR          | André Rossi         |       | CR          |

## Allier

Députés élus de l'Allier par circonscription

| Circonscription | Député sortant                         | Parti | Parti          | Député élu ou réélu | Parti | Parti          |
| --------------- | -------------------------------------- | ----- | -------------- | ------------------- | ----- | -------------- |
| 1re             | Jean Billaud suppléant de Marcel Guyot |       | PCF            | Hector Rolland      |       | UDR            |
| 2e              | Jean Nègre                             |       | FGDS (SFIO)    | Henri Védrines      |       | PCF            |
| 3e              | Pierre Villon                          |       | PCF            | Pierre Villon       |       | PCF            |
| 4e              | Gabriel Péronnet                       |       | FGDS (Radical) | Gabriel Péronnet    |       | FGDS (Radical) |

## Basses-Alpes

Députés élus des Basses-Alpes par circonscription

| Circonscription | Député sortant | Parti | Parti          | Député élu ou réélu | Parti | Parti          |
| --------------- | -------------- | ----- | -------------- | ------------------- | ----- | -------------- |
| 1re             | Marcel Massot  |       | FGDS (Radical) | Marcel Massot       |       | FGDS (Radical) |
| 2e              | Claude Delorme |       | FGDS (SFIO)    | Claude Delorme      |       | FGDS (SFIO)    |

## Hautes-Alpes

Députés élus des Hautes-Alpes par circonscription

| Circonscription | Député sortant | Parti | Parti          | Député élu ou réélu | Parti | Parti          |
| --------------- | -------------- | ----- | -------------- | ------------------- | ----- | -------------- |
| 1re             | Émile Didier   |       | FGDS (Radical) | Émile Didier        |       | FGDS (Radical) |
| 2e              | Paul Dijoud    |       | RI             | Paul Dijoud         |       | RI             |

## Alpes-Maritimes

Députés élus des Alpes-Maritimes par circonscription

| Circonscription | Député sortant          | Parti | Parti      | Député élu ou réélu       | Parti | Parti |
| --------------- | ----------------------- | ----- | ---------- | ------------------------- | ----- | ----- |
| 1re             | Virgile Barel           |       | PCF        | Virgile Barel             |       | PCF   |
| 2e              | Jacques Médecin         |       | CD         | Jacques Médecin           |       | CD    |
| 3e              | Paul Cléricy            |       | FGDS (CIR) | Fernand Icart             |       | RI    |
| 4e              | Francis Palmero         |       | CR         | Emmanuel Aubert           |       | UDR   |
| 5e              | Bernard Cornut-Gentille |       | CD         | Olivier Giscard d'Estaing |       | RI    |
| 6e              | Pierre Ziller           |       | UDR        | Pierre Ziller             |       | UDR   |

## Ardèche

Députés élus de l'Ardèche par circonscription

| Circonscription | Député sortant       | Parti | Parti         | Député élu ou réélu | Parti | Parti |
| --------------- | -------------------- | ----- | ------------- | ------------------- | ----- | ----- |
| 1re             | Pierre Cornet        |       | UDR           | Pierre Cornet       |       | UDR   |
| 2e              | Louis Roche-Defrance |       | RI            | Henri Torre         |       | UDR   |
| 3e              | Jean Moulin          |       | Divers droite | Albert Liogier      |       | UDR   |

## Ardennes

Députés élus des Ardennes par circonscription

| Circonscription | Député sortant | Parti | Parti       | Député élu ou réélu | Parti | Parti       |
| --------------- | -------------- | ----- | ----------- | ------------------- | ----- | ----------- |
| 1re             | Lucien Meunier |       | UDR         | Lucien Meunier      |       | UDR         |
| 2e              | André Lebon    |       | FGDS (SFIO) | André Lebon         |       | FGDS (SFIO) |
| 3e              | Guy Desson     |       | PSU         | Jacques Sourdille   |       | UDR         |

## Ariège

Députés élus de l'Ariège par circonscription

| Circonscription | Député sortant | Parti | Parti       | Député élu ou réélu | Parti | Parti       |
| --------------- | -------------- | ----- | ----------- | ------------------- | ----- | ----------- |
| 1re             | Gilbert Faure  |       | FGDS (SFIO) | Gilbert Faure       |       | FGDS (SFIO) |
| 2e              | René Dejean    |       | FGDS (SFIO) | André Saint-Paul    |       | FGDS (SFIO) |

## Aube

Députés élus de l'Aube par circonscription

| Circonscription | Député sortant | Parti | Parti       | Député élu ou réélu | Parti | Parti |
| --------------- | -------------- | ----- | ----------- | ------------------- | ----- | ----- |
| 1re             | Louis Briot    |       | UDR         | Louis Briot         |       | UDR   |
| 2e              | Bernard Pieds  |       | FGDS (SFIO) | Robert Galley       |       | UDR   |
| 3e              | Paul Granet    |       | UDR         | Paul Granet         |       | UDR   |

## Aude

Députés élus de l'Aude par circonscription

| Circonscription | Député sortant | Parti | Parti       | Député élu ou réélu  | Parti | Parti       |
| --------------- | -------------- | ----- | ----------- | -------------------- | ----- | ----------- |
| 1re             | Georges Guille |       | FGDS (SFIO) | Georges Guille       |       | FGDS (SFIO) |
| 2e              | Francis Vals   |       | FGDS (SFIO) | Francis Vals         |       | FGDS (SFIO) |
| 3e              | Lucien Milhau  |       | FGDS (SFIO) | Jean-Pierre Cassabel |       | UDR         |

## Aveyron

Députés élus de l'Aveyron par circonscription

| Circonscription | Député sortant            | Parti | Parti          | Député élu ou réélu       | Parti | Parti          |
| --------------- | ------------------------- | ----- | -------------- | ------------------------- | ----- | -------------- |
| 1re             | Roland Boscary-Monsservin |       | RI             | Roland Boscary-Monsservin |       | RI             |
| 2e              | Robert Fabre              |       | FGDS (Radical) | Robert Fabre              |       | FGDS (Radical) |
| 3e              | Louis-Alexis Delmas       |       | UDR            | Louis-Alexis Delmas       |       | UDR            |

## Bouches-du-Rhône

Députés élus des Bouches-du-Rhône par circonscription

| Circonscription | Député sortant    | Parti | Parti       | Député élu ou réélu | Parti | Parti       |
| --------------- | ----------------- | ----- | ----------- | ------------------- | ----- | ----------- |
| 1re             | Bastien Leccia    |       | FGDS (CIR)  | Joseph Comiti       |       | UDR         |
| 2e              | Charles-Émile Loo |       | FGDS (SFIO) | Pierre Lucas        |       | UDR         |
| 3e              | Gaston Defferre   |       | FGDS (SFIO) | Gaston Defferre     |       | FGDS (SFIO) |
| 4e              | François Billoux  |       | PCF         | François Billoux    |       | PCF         |
| 5e              | Pierre Doize      |       | PCF         | Robert Gardeil      |       | RI          |
| 6e              | Edmond Garcin     |       | PCF         | Edmond Garcin       |       | PCF         |
| 7e              | Paul Cermolacce   |       | PCF         | Paul Cermolacce     |       | PCF         |
| 8e              | Jean Masse        |       | FGDS (SFIO) | Jean Masse          |       | FGDS (SFIO) |
| 9e              | Louis Philibert   |       | FGDS (SFIO) | Louis Philibert     |       | FGDS (SFIO) |
| 10e             | René Rieubon      |       | PCF         | René Rieubon        |       | PCF         |
| 11e             | Charles Privat    |       | FGDS (SFIO) | Charles Privat      |       | FGDS (SFIO) |

## Calvados

Députés élus du Calvados par circonscription

| Circonscription | Député sortant      | Parti | Parti | Député élu ou réélu | Parti | Parti |
| --------------- | ------------------- | ----- | ----- | ------------------- | ----- | ----- |
| 1re             | Henri-François Buot |       | UDR   | Henri-François Buot |       | UDR   |
| 2e              | Robert Bisson       |       | UDR   | Robert Bisson       |       | UDR   |
| 3e              | Michel d'Ornano     |       | RI    | Michel d'Ornano     |       | RI    |
| 4e              | Raymond Triboulet   |       | UDR   | Raymond Triboulet   |       | UDR   |
| 5e              | Marcel Restout      |       | CD    | Olivier Stirn       |       | UDR   |

## Cantal

Députés élus du Cantal par circonscription

| Circonscription | Député sortant                             | Parti | Parti | Député élu ou réélu | Parti | Parti |
| --------------- | ------------------------------------------ | ----- | ----- | ------------------- | ----- | ----- |
| 1re             | Augustin Chauvet                           |       | UDR   | Augustin Chauvet    |       | UDR   |
| 2e              | Jean Sagette suppléant de Georges Pompidou |       | UDR   | Georges Pompidou    |       | UDR   |

## Charente

Députés élus de la Charente par circonscription

| Circonscription | Député sortant  | Parti | Parti          | Député élu ou réélu | Parti | Parti          |
| --------------- | --------------- | ----- | -------------- | ------------------- | ----- | -------------- |
| 1re             | Raymond Réthoré |       | UDR            | Raymond Réthoré     |       | UDR            |
| 2e              | Félix Gaillard  |       | FGDS (Radical) | Félix Gaillard      |       | FGDS (Radical) |
| 3e              | Jean Valentin   |       | CD             | Michel Alloncle     |       | UDR            |

## Charente-Maritime

Députés élus de la Charente-Maritime par circonscription

| Circonscription | Député sortant    | Parti | Parti          | Député élu ou réélu | Parti | Parti |
| --------------- | ----------------- | ----- | -------------- | ------------------- | ----- | ----- |
| 1re             | André Salardaine  |       | UDR            | Philippe Dechartre  |       | UDR   |
| 2e              | Albert Bignon     |       | UDR            | Albert Bignon       |       | UDR   |
| 3e              | André Brugerolle  |       | CD             | André Brugerolle    |       | CD    |
| 4e              | Daniel Daviaud    |       | FGDS (Radical) | Louis Joanne        |       | RI    |
| 5e              | Jean de Lipkowski |       | UDR            | Jean de Lipkowski   |       | UDR   |

## Cher

Députés élus du Cher par circonscription

| Circonscription | Député sortant    | Parti | Parti | Député élu ou réélu | Parti | Parti |
| --------------- | ----------------- | ----- | ----- | ------------------- | ----- | ----- |
| 1re             | Raymond Boisdé    |       | RI    | Raymond Boisdé      |       | RI    |
| 2e              | Jean Boinvilliers |       | UDR   | Jean Boinvilliers   |       | UDR   |
| 3e              | Laurent Bilbeau   |       | PCF   | Maurice Papon       |       | UDR   |

## Corrèze

Députés élus de la Corrèze par circonscription

| Circonscription | Député sortant                            | Parti | Parti       | Député élu ou réélu | Parti | Parti       |
| --------------- | ----------------------------------------- | ----- | ----------- | ------------------- | ----- | ----------- |
| 1re             | Jean Montalat                             |       | FGDS (SFIO) | Jean Montalat       |       | FGDS (SFIO) |
| 2e              | Roland Dumas                              |       | FGDS (CIR)  | Jean Charbonnel     |       | UDR         |
| 3e              | Henri Belcour suppléant de Jacques Chirac |       | UDR         | Jacques Chirac      |       | UDR         |

## Corse

Députés élus de la Corse par circonscription

| Circonscription | Député sortant           | Parti | Parti          | Député élu ou réélu      | Parti | Parti |
| --------------- | ------------------------ | ----- | -------------- | ------------------------ | ----- | ----- |
| 1re             | Jean Bozzi               |       | UDR            | Jean Bozzi               |       | UDR   |
| 2e              | Jean Zuccarelli          |       | FGDS (Radical) | Jacques Faggianelli      |       | UDR   |
| 3e              | Jean-Paul de Rocca Serra |       | UDR            | Jean-Paul de Rocca Serra |       | UDR   |

## Côte-d'Or

Députés élus du Côte-d'Or par circonscription

| Circonscription | Député sortant  | Parti | Parti          | Député élu ou réélu | Parti | Parti |
| --------------- | --------------- | ----- | -------------- | ------------------- | ----- | ----- |
| 1re             | Robert Poujade  |       | UDR            | Robert Poujade      |       | UDR   |
| 2e              | Henry Berger    |       | UDR            | Henry Berger        |       | UDR   |
| 3e              | Pierre Charles  |       | FGDS (Radical) | Jean-Philippe Lecat |       | UDR   |
| 4e              | Robert Morlevat |       | FGDS (Radical) | Gilbert Mathieu     |       | RI    |

## Côtes-du-Nord

Députés élus des Côtes-du-Nord par circonscription

| Circonscription | Député sortant           | Parti | Parti | Député élu ou réélu      | Parti | Parti                     |
| --------------- | ------------------------ | ----- | ----- | ------------------------ | ----- | ------------------------- |
| 1re             | Yves Le Foll             |       | PSU   | Arthur Charles           |       | Divers droite (Gaulliste) |
| 2e              | René Pleven              |       | CD    | René Pleven              |       | CD                        |
| 3e              | Marie-Madeleine Dienesch |       | UDR   | Marie-Madeleine Dienesch |       | UDR                       |
| 4e              | Alain Le Guen            |       | CD    | Édouard Ollivro          |       | CD                        |
| 5e              | Pierre Bourdellès        |       | CD    | Pierre Bourdellès        |       | CD                        |

## Creuse

Députés élus de la Creuse par circonscription

| Circonscription | Député sortant         | Parti | Parti | Député élu ou réélu    | Parti | Parti       |
| --------------- | ---------------------- | ----- | ----- | ---------------------- | ----- | ----------- |
| 1re             | Olivier de Pierrebourg |       | Rad   | Olivier de Pierrebourg |       | app. UDR    |
| 2e              | André Chandernagor     |       | SFIO  | André Chandernagor     |       | FGDS (SFIO) |

## Dordogne

Députés élus de la Dordogne par circonscription

| Circonscription | Député sortant | Parti | Parti          | Député élu ou réélu | Parti | Parti    |
| --------------- | -------------- | ----- | -------------- | ------------------- | ----- | -------- |
| 1re             | Yves Guéna     |       | UDR            | Yves Guéna          |       | UDR      |
| 2e              | Louis Pimont   |       | FGDS (SFIO)    | Jean Capelle        |       | app. UDR |
| 3e              | Georges Bonnet |       | FGDS (Radical) | Pierre Beylot       |       | UDR      |
| 4e              | Robert Lacoste |       | FGDS (SFIO)    | Pierre Janot        |       | UDR      |

## Doubs

Députés élus du Doubs par circonscription

| Circonscription | Député sortant                        | Parti | Parti       | Député élu ou réélu | Parti | Parti       |
| --------------- | ------------------------------------- | ----- | ----------- | ------------------- | ----- | ----------- |
| 1re             | Jacques Weinman                       |       | UDR         | Jacques Weinman     |       | UDR         |
| 2e              | André Boulloche                       |       | FGDS (SFIO) | André Boulloche     |       | FGDS (SFIO) |
| 3e              | Louis Maillot suppléant d'Edgar Faure |       | UDR         | Edgar Faure         |       | UDR         |

## Drôme

Députés élus de la Drôme par circonscription

| Circonscription | Député sortant       | Parti | Parti       | Député élu ou réélu  | Parti | Parti       |
| --------------- | -------------------- | ----- | ----------- | -------------------- | ----- | ----------- |
| 1re             | Roger Ribadeau-Dumas |       | UDR         | Roger Ribadeau-Dumas |       | UDR         |
| 2e              | Maurice Pic          |       | FGDS (SFIO) | Maurice Pic          |       | FGDS (SFIO) |
| 3e              | Georges Fillioud     |       | FGDS (CIR)  | Gérard Sibeud        |       | UDR         |

## Eure

Députés élus de l'Eure par circonscription

| Circonscription | Député sortant  | Parti | Parti | Député élu ou réélu | Parti | Parti |
| --------------- | --------------- | ----- | ----- | ------------------- | ----- | ----- |
| 1re             | Jean de Broglie |       | RI    | Jean de Broglie     |       | RI    |
| 2e              | Jean Lainé      |       | RI    | Jean Lainé          |       | RI    |
| 3e              | Rémy Montagne   |       | CD    | André Delahaye      |       | UDR   |
| 4e              | René Tomasini   |       | UDR   | René Tomasini       |       | UDR   |

## Eure-et-Loir

Députés élus d'Eure-et-Loir par circonscription

| Circonscription | Député sortant   | Parti | Parti          | Député élu ou réélu | Parti | Parti |
| --------------- | ---------------- | ----- | -------------- | ------------------- | ----- | ----- |
| 1re             | Edmond Desouches |       | FGDS (Radical) | Claude Gerbet       |       | RI    |
| 2e              | Émile Vivier     |       | FGDS (SFIO)    | Edmond Thorailler   |       | UDR   |
| 3e              | Michel Hoguet    |       | UDR            | Michel Hoguet       |       | UDR   |

## Finistère

Députés élus du Finistère par circonscription

| Circonscription | Député sortant                         | Parti | Parti           | Député élu ou réélu   | Parti | Parti |
| --------------- | -------------------------------------- | ----- | --------------- | --------------------- | ----- | ----- |
| 1re             | Marc Bécam suppléant d'Edmond Michelet |       | UDR             | Edmond Michelet       |       | UDR   |
| 2e              | Georges Lombard                        |       | CNIP            | Michel de Bennetot    |       | UDR   |
| 3e              | Gabriel de Poulpiquet                  |       | UDR             | Gabriel de Poulpiquet |       | UDR   |
| 4e              | Roger Prat                             |       | PSU (app. FGDS) | Pierre Lelong         |       | UDR   |
| 5e              | Antoine Caill                          |       | UDR             | Antoine Caill         |       | UDR   |
| 6e              | Suzanne Ploux                          |       | UDR             | Suzanne Ploux         |       | UDR   |
| 7e              | Gabriel Miossec                        |       | UDR             | Gabriel Miossec       |       | UDR   |
| 8e              | Louis Orvoën                           |       | CD              | Jean-Claude Petit     |       | RI    |

## Gard

Députés élus du Gard par circonscription

| Circonscription | Député sortant  | Parti | Parti      | Député élu ou réélu | Parti | Parti |
| --------------- | --------------- | ----- | ---------- | ------------------- | ----- | ----- |
| 1re             | Georges Dayan   |       | FGDS (CIR) | Paul Tondut         |       | UDR   |
| 2e              | Jean Poudevigne |       | CNIP       | Jean Poudevigne     |       | CNIP  |
| 3e              | Roger Roucaute  |       | PCF        | Roger Roucaute      |       | PCF   |
| 4e              | Gilbert Millet  |       | PCF        | Pierre Jalu         |       | UDR   |

## Haute-Garonne

Députés élus de la Haute-Garonne par circonscription

| Circonscription | Député sortant  | Parti | Parti          | Député élu ou réélu   | Parti | Parti          |
| --------------- | --------------- | ----- | -------------- | --------------------- | ----- | -------------- |
| 1re             | André Rey       |       | FGDS (SFIO)    | Alexandre Sanguinetti |       | UDR            |
| 2e              | André Rousselet |       | FGDS (CIR)     | Pierre Baudis         |       | RI             |
| 3e              | Georges Delpech |       | FGDS (SFIO)    | Jacques Moron         |       | UDR            |
| 4e              | Jean Dardé      |       | FGDS (SFIO)    | Jean Dardé            |       | FGDS (SFIO)    |
| 5e              | Jacques Douzans |       | Modérés        | Jacques Douzans       |       | Modérés        |
| 6e              | Hippolyte Ducos |       | FGDS (Radical) | Hippolyte Ducos       |       | FGDS (Radical) |

## Gers

Députés élus du Gers par circonscription

| Circonscription | Député sortant        | Parti | Parti       | Député élu ou réélu   | Parti | Parti       |
| --------------- | --------------------- | ----- | ----------- | --------------------- | ----- | ----------- |
| 1re             | Paul Vignaux          |       | FGDS (SFIO) | Paul Vignaux          |       | FGDS (SFIO) |
| 2e              | Pierre de Montesquiou |       | CR          | Pierre de Montesquiou |       | CR          |

## Gironde

Députés élus de la Gironde par circonscription

| Circonscription | Député sortant                                    | Parti | Parti       | Député élu ou réélu   | Parti | Parti       |
| --------------- | ------------------------------------------------- | ----- | ----------- | --------------------- | ----- | ----------- |
| 1re             | Jean Valleix                                      |       | UDR         | Jean Valleix          |       | UDR         |
| 2e              | Jacques Chaban-Delmas                             |       | UDR         | Jacques Chaban-Delmas |       | UDR         |
| 3e              | Henri Deschamps                                   |       | FGDS (SFIO) | Jacques Grondeau      |       | UDR         |
| 4e              | René Cassagne                                     |       | FGDS (SFIO) | René Cassagne         |       | FGDS (SFIO) |
| 5e              | Aymar Achille-Fould                               |       | CD          | Aymar Achille-Fould   |       | CD          |
| 6e              | Robert Brettes                                    |       | FGDS (SFIO) | Robert Brettes        |       | FGDS (SFIO) |
| 7e              | Franck Cazenave                                   |       | CNIP        | Franck Cazenave       |       | CNIP        |
| 8e              | Pierre Lagorce                                    |       | FGDS (SFIO) | Pierre Lagorce        |       | FGDS (SFIO) |
| 9e              | Jacques Boyer-Andrivet suppléant de Robert Boulin |       | RI          | Robert Boulin         |       | UDR         |
| 10e             | Jacques Maugein                                   |       | FGDS (CIR)  | Gérard Deliaune       |       | UDR         |

## Hérault

Députés élus de l'Hérault par circonscription

| Circonscription | Député sortant    | Parti | Parti          | Député élu ou réélu   | Parti | Parti       |
| --------------- | ----------------- | ----- | -------------- | --------------------- | ----- | ----------- |
| 1re             | Étienne Ponseillé |       | FGDS (Radical) | René Couveinhes       |       | UDR         |
| 2e              | Gilbert Sénès     |       | FGDS (SFIO)    | Georges Clavel        |       | UDR         |
| 3e              | Pierre Arraut     |       | PCF            | André Collière        |       | UDR         |
| 4e              | Paul Balmigère    |       | PCF            | Pierre Leroy-Beaulieu |       | UDR         |
| 5e              | Raoul Bayou       |       | FGDS (SFIO)    | Raoul Bayou           |       | FGDS (SFIO) |

## Ille-et-Vilaine

Députés élus d'Ille-et-Vilaine par circonscription

| Circonscription | Député sortant          | Parti | Parti | Député élu ou réélu | Parti | Parti |
| --------------- | ----------------------- | ----- | ----- | ------------------- | ----- | ----- |
| 1re             | Henri Fréville          |       | CD    | Jacques Cressard    |       | UDR   |
| 2e              | François Le Douarec     |       | UDR   | François Le Douarec |       | UDR   |
| 3e              | Alexis Méhaignerie nsrp |       | CD    | Henri Lassourd      |       | UDR   |
| 4e              | Isidore Renouard        |       | RI    | Isidore Renouard    |       | RI    |
| 5e              | Michel Cointat          |       | UDR   | Michel Cointat      |       | UDR   |
| 6e              | Yvon Bourges            |       | UDR   | Yvon Bourges        |       | UDR   |

## Indre

Députés élus de l'Indre par circonscription

| Circonscription | Député sortant        | Parti | Parti | Député élu ou réélu | Parti | Parti |
| --------------- | --------------------- | ----- | ----- | ------------------- | ----- | ----- |
| 1re             | François Gerbaud      |       | UDR   | François Gerbaud    |       | UDR   |
| 2e              | Marcel Lemoine        |       | PCF   | Maurice Tissandier  |       | RI    |
| 3e              | Jean Bénard-Mousseaux |       | CNIP  | Jean-Paul Mourot    |       | UDR   |

## Indre-et-Loire

Députés élus d'Indre-et-Loire par circonscription

| Circonscription | Député sortant       | Parti | Parti          | Député élu ou réélu  | Parti | Parti          |
| --------------- | -------------------- | ----- | -------------- | -------------------- | ----- | -------------- |
| 1re             | Jean Royer           |       | UDR            | Jean Royer           |       | UDR            |
| 2e              | Pierre Lepage        |       | UDR            | Pierre Lepage        |       | UDR            |
| 3e              | Fernand Berthouin    |       | FGDS (Radical) | Fernand Berthouin    |       | FGDS (Radical) |
| 4e              | André-Georges Voisin |       | UDR            | André-Georges Voisin |       | UDR            |

## Isère

Députés élus de l'Isère par circonscription

| Circonscription | Député sortant                          | Parti | Parti      | Député élu ou réélu   | Parti | Parti |
| --------------- | --------------------------------------- | ----- | ---------- | --------------------- | ----- | ----- |
| 1re             | Aimé Paquet                             |       | RI         | Aimé Paquet           |       | RI    |
| 2e              | Pierre Mendès France                    |       | PSU        | Jean-Marcel Jeanneney |       | UDR   |
| 3e              | Louis Maisonnat                         |       | PCF        | Robert Aymar          |       | UDR   |
| 4e              | Paul Picard suppléant de Raymond Tézier |       | FGDS (CIR) | Alban Fagot           |       | UDR   |
| 5e              | Louis Mermaz                            |       | FGDS (CIR) | David Rousset         |       | UDR   |
| 6e              | Roger Coste                             |       | PCF        | Jean Boyer            |       | RI    |
| 7e              | Maurice Cattin-Bazin                    |       | RI         | Maurice Cattin-Bazin  |       | RI    |

## Jura

Députés élus du Jura par circonscription

| Circonscription | Député sortant  | Parti | Parti | Député élu ou réélu | Parti | Parti |
| --------------- | --------------- | ----- | ----- | ------------------- | ----- | ----- |
| 1re             | René Feït       |       | RI    | René Feït           |       | RI    |
| 2e              | Jacques Duhamel |       | CD    | Jacques Duhamel     |       | CD    |

## Landes

Députés élus des Landes par circonscription

| Circonscription | Député sortant         | Parti | Parti       | Député élu ou réélu | Parti | Parti       |
| --------------- | ---------------------- | ----- | ----------- | ------------------- | ----- | ----------- |
| 1re             | Charles Lamarque-Cando |       | FGDS (SFIO) | André Mirtin        |       | UDR         |
| 2e              | Henri Lavielle         |       | FGDS (SFIO) | Henri Lavielle      |       | FGDS (SFIO) |
| 3e              | Jean-Marie Commenay    |       | CD          | Jean-Marie Commenay |       | CD          |

## Loir-et-Cher

Députés élus de Loir-et-Cher par circonscription

| Circonscription | Député sortant | Parti | Parti       | Député élu ou réélu | Parti | Parti |
| --------------- | -------------- | ----- | ----------- | ------------------- | ----- | ----- |
| 1re             | Pierre Sudreau |       | CD          | Pierre Sudreau      |       | CD    |
| 2e              | Kléber Loustau |       | FGDS (SFIO) | Roger Corrèze       |       | UDR   |
| 3e              | Gérard Yvon    |       | FGDS (SFIO) | Paul Cormier        |       | CD    |

## Loire

Députés élus de la Loire par circonscription

| Circonscription | Député sortant        | Parti | Parti | Député élu ou réélu   | Parti | Parti |
| --------------- | --------------------- | ----- | ----- | --------------------- | ----- | ----- |
| 1re             | Michel Durafour       |       | CR    | Michel Durafour       |       | CR    |
| 2e              | Lucien Neuwirth       |       | UDR   | Lucien Neuwirth       |       | UDR   |
| 3e              | André Chazalon        |       | CD    | André Chazalon        |       | CD    |
| 4e              | Eugène Claudius-Petit |       | CD    | Eugène Claudius-Petit |       | CD    |
| 5e              | Alain Terrenoire      |       | UDR   | Alain Terrenoire      |       | UDR   |
| 6e              | Paul Rivière          |       | UDR   | Paul Rivière          |       | UDR   |
| 7e              | Michel Jacquet        |       | CNIP  | Michel Jacquet        |       | RI    |

## Haute-Loire

Députés élus de la Haute-Loirepar circonscription

| Circonscription | Député sortant | Parti | Parti       | Député élu ou réélu | Parti | Parti       |
| --------------- | -------------- | ----- | ----------- | ------------------- | ----- | ----------- |
| 1re             | Jacques Barrot |       | CD          | Jacques Barrot      |       | CD          |
| 2e              | René Chazelle  |       | FGDS (SFIO) | René Chazelle       |       | FGDS (SFIO) |

## Loire-Atlantique

Députés élus de la Loire-Atlantique par circonscription

| Circonscription | Député sortant                  | Parti | Parti       | Député élu ou réélu             | Parti | Parti                     |
| --------------- | ------------------------------- | ----- | ----------- | ------------------------------- | ----- | ------------------------- |
| 1re             | Henry Rey                       |       | UNR-UDT     | Henry Rey                       |       | UDR                       |
| 2e              | Christian Chauvel               |       | FGDS (SFIO) | Albert Dassié                   |       | UDR                       |
| 3e              | Benoît Macquet                  |       | UDR         | Benoît Macquet                  |       | UDR                       |
| 4e              | Joseph-Henri Maujoüan du Gasset |       | RI          | Joseph-Henri Maujoüan du Gasset |       | RI                        |
| 5e              | Xavier Hunault                  |       | UDR         | Xavier Hunault                  |       | Divers droite (Gaulliste) |
| 6e              | Georges Carpentier              |       | FGDS (SFIO) | Georges Carpentier              |       | FGDS (SFIO)               |
| 7e              | Olivier Guichard                |       | UDR         | Olivier Guichard                |       | UDR                       |
| 8e              | Lucien Richard                  |       | UDR         | Lucien Richard                  |       | UDR                       |

## Loiret

Députés élus du Loiret par circonscription

| Circonscription | Député sortant                                       | Parti | Parti | Député élu ou réélu | Parti | Parti |
| --------------- | ---------------------------------------------------- | ----- | ----- | ------------------- | ----- | ----- |
| 1re             | Jean-Baptiste Chassagne suppléant de Henri Duvillard |       | UDR   | Henri Duvillard     |       | UDR   |
| 2e              | Louis Sallé                                          |       | UDR   | Louis Sallé         |       | UDR   |
| 3e              | Pierre Charié                                        |       | UDR   | Pierre Charié       |       | UDR   |
| 4e              | Xavier Deniau                                        |       | UDR   | Xavier Deniau       |       | UDR   |

## Lot

Députés élus du Lot par circonscription

| Circonscription | Député sortant | Parti | Parti          | Député élu ou réélu | Parti | Parti          |
| --------------- | -------------- | ----- | -------------- | ------------------- | ----- | -------------- |
| 1re             | Maurice Faure  |       | FGDS (Radical) | Maurice Faure       |       | FGDS (Radical) |
| 2e              | Bernard Pons   |       | UDR            | Bernard Pons        |       | UDR            |

## Lot-et-Garonne

Députés élus de Lot-et-Garonne par circonscription

| Circonscription | Député sortant     | Parti | Parti          | Député élu ou réélu | Parti | Parti          |
| --------------- | ------------------ | ----- | -------------- | ------------------- | ----- | -------------- |
| 1re             | Jacques Bordeneuve |       | FGDS (Radical) | Georges Caillau     |       | RI             |
| 2e              | Hubert Ruffe       |       | PCF            | Guy Bégué           |       | UDR            |
| 3e              | Édouard Schloesing |       | FGDS (Radical) | Édouard Schloesing  |       | FGDS (Radical) |

## Lozère

Députés élus de la Lozère par circonscription

| Circonscription | Député sortant      | Parti | Parti | Député élu ou réélu | Parti | Parti |
| --------------- | ------------------- | ----- | ----- | ------------------- | ----- | ----- |
| 1re             | Pierre Couderc      |       | RI    | Pierre Couderc      |       | RI    |
| 2e              | Charles de Chambrun |       | UDR   | Charles de Chambrun |       | UDR   |

## Maine-et-Loire

Députés élus de Maine-et-Loire par circonscription

| Circonscription | Député sortant                | Parti  | Parti  | Député élu ou réélu           | Parti | Parti |
| --------------- | ----------------------------- | ------ | ------ | ----------------------------- | ----- | ----- |
| 1re             | Vacant                        | Vacant | Vacant | Jean Narquin                  |       | UDR   |
| 2e              | Jean Foyer                    |        | UDR    | Jean Foyer                    |       | UDR   |
| 3e              | Philippe Rivain               |        | UDR    | Philippe Rivain               |       | UDR   |
| 4e              | Robert Hauret                 |        | UDR    | Robert Hauret                 |       | UDR   |
| 5e              | René Le Bault de La Morinière |        | UDR    | René Le Bault de La Morinière |       | UDR   |
| 6e              | René la Combe                 |        | UDR    | René la Combe                 |       | UDR   |

## Manche

Députés élus de la Manche par circonscription

| Circonscription | Député sortant   | Parti | Parti | Député élu ou réélu | Parti | Parti |
| --------------- | ---------------- | ----- | ----- | ------------------- | ----- | ----- |
| 1re             | Raymond Guilbert |       | UDR   | Raymond Guilbert    |       | UDR   |
| 2e              | Émile Bizet      |       | UDR   | Émile Bizet         |       | UDR   |
| 3e              | Henri Baudouin   |       | UDR   | Henri Baudouin      |       | UDR   |
| 4e              | Pierre Godefroy  |       | UDR   | Pierre Godefroy     |       | UDR   |
| 5e              | Jacques Hébert   |       | UDR   | Jacques Hébert      |       | UDR   |

## Marne

Députés élus de la Marne par circonscription

| Circonscription | Député sortant  | Parti | Parti | Député élu ou réélu | Parti | Parti |
| --------------- | --------------- | ----- | ----- | ------------------- | ----- | ----- |
| 1re             | Jean Taittinger |       | UDR   | Jean Taittinger     |       | UDR   |
| 2e              | Jean Falala     |       | UDR   | Jean Falala         |       | UDR   |
| 3e              | Jean Degraeve   |       | UDR   | Jean Degraeve       |       | UDR   |
| 4e              | Robert Morillon |       | PCF   | Bernard Stasi       |       | CD    |

## Haute-Marne

Députés élus de la Haute-Marne par circonscription

| Circonscription | Député sortant | Parti | Parti | Député élu ou réélu | Parti | Parti |
| --------------- | -------------- | ----- | ----- | ------------------- | ----- | ----- |
| 1re             | Jean Favre     |       | UDR   | Jean Favre          |       | UDR   |
| 2e              | Jacques Delong |       | UDR   | Jacques Delong      |       | UDR   |

## Mayenne

Députés élus de la Mayenne par circonscription

| Circonscription | Député sortant | Parti | Parti | Député élu ou réélu | Parti | Parti |
| --------------- | -------------- | ----- | ----- | ------------------- | ----- | ----- |
| 1re             | Pierre Buron   |       | UDR   | Pierre Buron        |       | UDR   |
| 2e              | Louis Fourmond |       | CD    | Henri de Gastines   |       | UDR   |
| 3e              | Bertrand Denis |       | RI    | Bertrand Denis      |       | RI    |

## Meurthe-et-Moselle

Députés élus de Meurthe-et-Moselle par circonscription

| Circonscription | Député sortant                               | Parti | Parti | Député élu ou réélu | Parti | Parti |
| --------------- | -------------------------------------------- | ----- | ----- | ------------------- | ----- | ----- |
| 1re             | Roger Souchal suppléant de Christian Fouchet |       | UDR   | Roger Souchal       |       | UDR   |
| 2e              | William Jacson                               |       | UDR   | William Jacson      |       | UDR   |
| 3e              | Pierre Weber                                 |       | RI    | Pierre Weber        |       | RI    |
| 4e              | Jean Bichat                                  |       | RI    | Jean Bichat         |       | RI    |
| 5e              | André Picquot                                |       | RI    | Christian Fouchet   |       | UDR   |
| 6e              | Jean Bertrand                                |       | PCF   | Hubert Martin       |       | RI    |
| 7e              | Jacques Trorial                              |       | UDR   | Joseph Nou          |       | UDR   |

## Meuse

Députés élus de la Meuse par circonscription

| Circonscription | Député sortant   | Parti | Parti | Député élu ou réélu | Parti | Parti |
| --------------- | ---------------- | ----- | ----- | ------------------- | ----- | ----- |
| 1re             | Louis Jacquinot  |       | RI    | Louis Jacquinot     |       | UDR   |
| 2e              | André Beauguitte |       | RI    | André Beauguitte    |       | RI    |

## Morbihan

Députés élus du Morbihan par circonscription

| Circonscription | Député sortant                              | Parti | Parti       | Député élu ou réélu | Parti | Parti |
| --------------- | ------------------------------------------- | ----- | ----------- | ------------------- | ----- | ----- |
| 1re             | Jean Grimaud suppléant de Raymond Marcellin |       | RI          | Raymond Marcellin   |       | RI    |
| 2e              | Christian Bonnet                            |       | RI          | Christian Bonnet    |       | RI    |
| 3e              | Hervé Laudrin                               |       | UDR         | Hervé Laudrin       |       | UDR   |
| 4e              | Yves du Halgouët                            |       | RI          | Yves du Halgouët    |       | RI    |
| 5e              | Yves Allainmat                              |       | FGDS (SFIO) | Roger de Vitton     |       | RI    |
| 6e              | Paul Ihuel                                  |       | CD          | Paul Ihuel          |       | CD    |

## Moselle

Députés élus de la Moselle par circonscription

| Circonscription | Député sortant     | Parti | Parti   | Député élu ou réélu | Parti | Parti |
| --------------- | ------------------ | ----- | ------- | ------------------- | ----- | ----- |
| 1re             | Raymond Mondon     |       | RI      | Raymond Mondon      |       | RI    |
| 2e              | Joseph Schaff      |       | CD      | Pierre Kédinger     |       | UDR   |
| 3e              | César Depietri     |       | PCF     | Léon Arnould        |       | RI    |
| 4e              | Maurice Schnebelen |       | RI      | Maurice Schnebelen  |       | RI    |
| 5e              | Julien Schvartz    |       | UDR     | Julien Schvartz     |       | UDR   |
| 6e              | Jean Coumaros      |       | UDR     | Jean Coumaros       |       | UDR   |
| 7e              | Étienne Hinsberger |       | UDR     | Étienne Hinsberger  |       | UDR   |
| 8e              | Georges Thomas     |       | Modérés | Pierre Messmer      |       | UDR   |

## Nièvre

Députés élus de la Nièvre par circonscription

| Circonscription | Député sortant      | Parti | Parti       | Député élu ou réélu | Parti | Parti       |
| --------------- | ------------------- | ----- | ----------- | ------------------- | ----- | ----------- |
| 1re             | Daniel Benoist      |       | FGDS (SFIO) | Daniel Benoist      |       | FGDS (SFIO) |
| 2e              | Robert Hostier      |       | PCF         | Jacques Bouchacourt |       | UDR         |
| 3e              | François Mitterrand |       | FGDS (CIR)  | François Mitterrand |       | FGDS (CIR)  |

## Nord

Députés élus du Nord par circonscription

| Circonscription | Député sortant                                  | Parti | Parti       | Député élu ou réélu    | Parti | Parti       |
| --------------- | ----------------------------------------------- | ----- | ----------- | ---------------------- | ----- | ----------- |
| 1re             | Louis Christiaens                               |       | UDR         | François-Xavier Ortoli |       | UDR         |
| 2e              | Henri Duterne                                   |       | UDR         | Pierre Billecocq       |       | UDR         |
| 3e              | Liévin Danel                                    |       | UDR         | Liévin Danel           |       | UDR         |
| 4e              | Arthur Cornette                                 |       | FGDS (SFIO) | Robert Menu            |       | UDR         |
| 5e              | Arthur Notebart                                 |       | FGDS (SFIO) | Arthur Notebart        |       | FGDS (SFIO) |
| 6e              | Marceau Laurent                                 |       | FGDS (SFIO) | Robert Vandelanoitte   |       | UDR         |
| 7e              | Joseph Frys                                     |       | UDR         | Joseph Frys            |       | UDR         |
| 8e              | Jean Delvainquière                              |       | FGDS (SFIO) | Pierre Herman          |       | UDR         |
| 9e              | Henri Blary                                     |       | UDR         | Henri Blary            |       | UDR         |
| 10e             | Adrien Verkindère suppléant de Maurice Schumann |       | UDR         | Maurice Schumann       |       | UDR         |
| 11e             | Albert Denvers                                  |       | FGDS (SFIO) | Albert Denvers         |       | FGDS (SFIO) |
| 12e             | Jules Houcke                                    |       | UDR         | Maurice Cornette       |       | UDR         |
| 13e             | Auguste Damette                                 |       | UDR         | Auguste Damette        |       | UDR         |
| 14e             | Émile Roger                                     |       | PCF         | Émile Roger            |       | PCF         |
| 15e             | Arthur Ramette                                  |       | PCF         | Arthur Ramette         |       | PCF         |
| 16e             | Raymond Gernez                                  |       | FGDS (SFIO) | Raymond Gernez         |       | FGDS (SFIO) |
| 17e             | Paul Leloir                                     |       | PCF         | Jean Durieux           |       | RI          |
| 18e             | Georges Bustin                                  |       | PCF         | Georges Bustin         |       | PCF         |
| 19e             | Arthur Musmeaux                                 |       | PCF         | Arthur Musmeaux        |       | PCF         |
| 20e             | Henri Fiévez                                    |       | PCF         | Henri Fiévez           |       | PCF         |
| 21e             | Charles Naveau                                  |       | FGDS (SFIO) | Arthur Moulin          |       | UDR         |
| 22e             | Pierre Forest                                   |       | FGDS (SFIO) | Bernard Lebas          |       | UDR         |
| 23e             | Didier Eloy                                     |       | PCF         | Alban Voisin           |       | UDR         |

## Oise

Députés élus de l'Oise par circonscription

| Circonscription | Député sortant  | Parti | Parti          | Député élu ou réélu | Parti | Parti |
| --------------- | --------------- | ----- | -------------- | ------------------- | ----- | ----- |
| 1re             | Marcel Dassault |       | UDR            | Marcel Dassault     |       | UDR   |
| 2e              | Edmond Nessler  |       | UDR            | Edmond Nessler      |       | UDR   |
| 3e              | Robert Hersant  |       | FGDS (Radical) | Robert Hersant      |       | Rad   |
| 4e              | René Quentier   |       | UDR            | René Quentier       |       | UDR   |
| 5e              | François Bénard |       | UDR            | François Bénard     |       | UDR   |

## Orne

Députés élus de l'Orne par circonscription

| Circonscription | Député sortant   | Parti | Parti | Député élu ou réélu | Parti | Parti |
| --------------- | ---------------- | ----- | ----- | ------------------- | ----- | ----- |
| 1re             | Louis Terrenoire |       | UDR   | Louis Terrenoire    |       | UDR   |
| 2e              | Roland Boudet    |       | CD    | Roland Boudet       |       | CD    |
| 3e              | Émile Halbout    |       | CD    | Émile Halbout       |       | CD    |

## Pas-de-Calais

Députés élus du Pas-de-Calais par circonscription

| Circonscription | Député sortant      | Parti | Parti       | Député élu ou réélu    | Parti | Parti       |
| --------------- | ------------------- | ----- | ----------- | ---------------------- | ----- | ----------- |
| 1re             | Guy Mollet          |       | FGDS (SFIO) | Guy Mollet             |       | FGDS (SFIO) |
| 2e              | Henri Guidet        |       | FGDS (SFIO) | Jean Chambon           |       | UDR         |
| 3e              | André Mancey        |       | PCF         | Pierre Bonnel          |       | RI          |
| 4e              | Marcel Béraud       |       | UDR         | Marcel Béraud          |       | UDR         |
| 5e              | Jeannil Dumortier   |       | FGDS (SFIO) | Jeannil Dumortier      |       | FGDS (SFIO) |
| 6e              | Louis Le Sénéchal   |       | FGDS (SFIO) | Henri Collette         |       | UDR         |
| 7e              | Jacques Vendroux    |       | UDR         | Jacques Vendroux       |       | UDR         |
| 8e              | Bernard Chochoy     |       | FGDS (SFIO) | Benjamin Catry         |       | UDR         |
| 9e              | Édouard Carlier     |       | PCF         | Hubert Dupont-Fauville |       | UDR         |
| 10e             | Maurice Andrieux    |       | PCF         | Maurice Andrieux       |       | PCF         |
| 11e             | Jeannette Prin      |       | PCF         | Jeannette Prin         |       | PCF         |
| 12e             | Henri Darras        |       | FGDS (SFIO) | Henri Darras           |       | FGDS (SFIO) |
| 13e             | André Delelis       |       | FGDS (SFIO) | André Delelis          |       | FGDS (SFIO) |
| 14e             | Fernand Darchicourt |       | FGDS (SFIO) | Fernand Darchicourt    |       | FGDS (SFIO) |

## Puy-de-Dôme

Députés élus du Puy-de-Dôme par circonscription

| Circonscription | Député sortant           | Parti | Parti       | Député élu ou réélu      | Parti | Parti       |
| --------------- | ------------------------ | ----- | ----------- | ------------------------ | ----- | ----------- |
| 1re             | Arsène Boulay            |       | FGDS (SFIO) | Arsène Boulay            |       | FGDS (SFIO) |
| 2e              | Valéry Giscard d'Estaing |       | RI          | Valéry Giscard d'Estaing |       | RI          |
| 3e              | Joseph Planeix           |       | FGDS (SFIO) | Joseph Planeix           |       | FGDS (SFIO) |
| 4e              | Fernand Sauzedde         |       | FGDS (SFIO) | Fernand Sauzedde         |       | FGDS (SFIO) |
| 5e              | Michel Duval             |       | RI          | Michel Duval             |       | RI          |

## Basses-Pyrénées

Députés élus des Basses-Pyrénées par circonscription

| Circonscription | Député sortant   | Parti | Parti          | Député élu ou réélu | Parti | Parti |
| --------------- | ---------------- | ----- | -------------- | ------------------- | ----- | ----- |
| 1re             | André Labarrère  |       | FGDS (CIR)     | Pierre Sallenave    |       | CNIP  |
| 2e              | Guy Ébrard       |       | FGDS (Radical) | Maurice Plantier    |       | UDR   |
| 3e              | Michel Inchauspé |       | UDR            | Michel Inchauspé    |       | UDR   |
| 4e              | Bernard Marie    |       | UDR            | Bernard Marie       |       | UDR   |

## Hautes-Pyrénées

Députés élus des Hautes-Pyrénées par circonscription

| Circonscription | Député sortant | Parti | Parti          | Député élu ou réélu | Parti | Parti          |
| --------------- | -------------- | ----- | -------------- | ------------------- | ----- | -------------- |
| 1re             | René Billères  |       | FGDS (Radical) | René Billères       |       | FGDS (Radical) |
| 2e              | André Guerlin  |       | FGDS (SFIO)    | Paul Thillard       |       | UDR            |

## Pyrénées-Orientales

Députés élus des Pyrénées-Orientales par circonscription

| Circonscription | Député sortant | Parti | Parti       | Député élu ou réélu | Parti | Parti       |
| --------------- | -------------- | ----- | ----------- | ------------------- | ----- | ----------- |
| 1re             | Paul Alduy     |       | FGDS (SFIO) | Paul Alduy          |       | FGDS (SFIO) |
| 2e              | André Tourné   |       | PCF         | Arthur Conte        |       | UDR         |

## Bas-Rhin

Députés élus du Bas-Rhin par circonscription

| Circonscription | Député sortant                        | Parti | Parti | Député élu ou réélu   | Parti | Parti |
| --------------- | ------------------------------------- | ----- | ----- | --------------------- | ----- | ----- |
| 1re             | René Radius                           |       | UDR   | René Radius           |       | UDR   |
| 2e              | Ernest Rickert suppléant d'André Bord |       | UDR   | André Bord            |       | UDR   |
| 3e              | Georges Ritter                        |       | UDR   | Georges Ritter        |       | UDR   |
| 4e              | Albert Ehm                            |       | UDR   | Albert Ehm            |       | UDR   |
| 5e              | Gérard Lehn                           |       | UDR   | Gérard Lehn           |       | UDR   |
| 6e              | Alfred Westphal                       |       | UDR   | Alfred Westphal       |       | UDR   |
| 7e              | François Grussenmeyer                 |       | UDR   | François Grussenmeyer |       | UDR   |
| 8e              | Germain Sprauer                       |       | UDR   | Germain Sprauer       |       | UDR   |

## Haut-Rhin

Députés élus du Haut-Rhin par circonscription

| Circonscription | Député sortant     | Parti | Parti | Député élu ou réélu | Parti | Parti |
| --------------- | ------------------ | ----- | ----- | ------------------- | ----- | ----- |
| 1re             | Edmond Borocco     |       | UDR   | Edmond Borocco      |       | UDR   |
| 2e              | Georges Bourgeois  |       | UDR   | Georges Bourgeois   |       | UDR   |
| 3e              | Alphonse Jenn      |       | UDR   | Alphonse Jenn       |       | UDR   |
| 4e              | Raymond Zimmermann |       | UDR   | Raymond Zimmermann  |       | UDR   |
| 5e              | Raymond Scholer    |       | UDR   | Antoine Gissinger   |       | UDR   |

## Rhône

Députés élus du Rhône par circonscription

| Circonscription | Député sortant                       | Parti | Parti          | Député élu ou réélu   | Parti | Parti |
| --------------- | ------------------------------------ | ----- | -------------- | --------------------- | ----- | ----- |
| 1re             | René Caille                          |       | UDR            | René Caille           |       | UDR   |
| 2e              | Henri Guillermin                     |       | UDR            | Henri Guillermin      |       | UDR   |
| 3e              | Édouard Charret                      |       | UDR            | Édouard Charret       |       | UDR   |
| 4e              | Jean Baridon suppléant de Louis Joxe |       | UDR            | Louis Joxe            |       | UDR   |
| 5e              | Pierre-Bernard Cousté                |       | UDR            | Pierre-Bernard Cousté |       | UDR   |
| 6e              | Marcel Houël                         |       | PCF            | Marcel Houël          |       | PCF   |
| 7e              | Philippe Danilo                      |       | UDR            | Philippe Danilo       |       | UDR   |
| 8e              | Pierre Morison                       |       | RI             | Pierre Morison        |       | RI    |
| 9e              | Georges Vinson                       |       | FGDS (CIR)     | Joseph Rivière        |       | UDR   |
| 10e             | Joseph Rosselli                      |       | FGDS (Radical) | Gérard Ducray         |       | RI    |

## Haute-Saône

Députés élus de la Haute-Saône par circonscription

| Circonscription | Député sortant    | Parti | Parti          | Député élu ou réélu  | Parti | Parti |
| --------------- | ----------------- | ----- | -------------- | -------------------- | ----- | ----- |
| 1re             | Pierre Vitter     |       | RI             | Pierre Vitter        |       | RI    |
| 2e              | Jacques Maroselli |       | FGDS (Radical) | Jean-Jacques Beucler |       | UDR   |

## Saône-et-Loire

Députés élus de Saône-et-Loire par circonscription

| Circonscription | Député sortant    | Parti | Parti          | Député élu ou réélu | Parti | Parti          |
| --------------- | ----------------- | ----- | -------------- | ------------------- | ----- | -------------- |
| 1re             | Louis Escande     |       | FGDS (SFIO)    | Philippe Malaud     |       | RI             |
| 2e              | Paul Duraffour    |       | FGDS (Radical) | Paul Duraffour      |       | FGDS (Radical) |
| 3e              | Gabriel Bouthière |       | FGDS (Radical) | Henri Lacagne       |       | UDR            |
| 4e              | André Jarrot      |       | UDR            | André Jarrot        |       | UDR            |
| 5e              | Roger Lagrange    |       | FGDS (SFIO)    | Bernard Tremeau     |       | UDR            |

## Sarthe

Députés élus de la Sarthe par circonscription

| Circonscription | Député sortant      | Parti | Parti      | Député élu ou réélu | Parti | Parti |
| --------------- | ------------------- | ----- | ---------- | ------------------- | ----- | ----- |
| 1re             | Jean-Yves Chapalain |       | UDR        | Jean-Yves Chapalain |       | UDR   |
| 2e              | Robert Manceau      |       | PCF        | Jacques Chaumont    |       | UDR   |
| 3e              | Albert Fouet        |       | FGDS (CIR) | Raymond Dronne      |       | CD    |
| 4e              | Joël Le Theule      |       | UDR        | Joël Le Theule      |       | UDR   |
| 5e              | Michel d'Aillières  |       | RI         | Michel d'Aillières  |       | RI    |

## Savoie

Députés élus de la Savoie par circonscription

| Circonscription | Député sortant                             | Parti | Parti | Député élu ou réélu | Parti | Parti |
| --------------- | ------------------------------------------ | ----- | ----- | ------------------- | ----- | ----- |
| 1re             | Jean Delachenal                            |       | RI    | Jean Delachenal     |       | RI    |
| 2e              | Joseph Fontanet                            |       | CD    | Joseph Fontanet     |       | CD    |
| 3e              | Florimond Girard suppléant de Pierre Dumas |       | UDR   | Pierre Dumas        |       | UDR   |

## Haute-Savoie

Députés élus de la Haute-Savoie par circonscription

| Circonscription | Député sortant | Parti | Parti | Député élu ou réélu | Parti | Parti |
| --------------- | -------------- | ----- | ----- | ------------------- | ----- | ----- |
| 1re             | Charles Bosson |       | CD    | Jean Brocard        |       | RI    |
| 2e              | Georges Pianta |       | RI    | Georges Pianta      |       | RI    |
| 3e              | Maurice Herzog |       | UDR   | Maurice Herzog      |       | UDR   |

## Paris

Députés élus de Paris par circonscription

| Circonscription | Député sortant                                | Parti | Parti      | Député élu ou réélu       | Parti | Parti |
| --------------- | --------------------------------------------- | ----- | ---------- | ------------------------- | ----- | ----- |
| 1re             | Pierre-Charles Krieg                          |       | UDR        | Pierre-Charles Krieg      |       | UDR   |
| 2e              | Jacques Dominati                              |       | RI         | Jacques Dominati          |       | RI    |
| 3e              | René Capitant                                 |       | UDR        | René Capitant             |       | UDR   |
| 4e              | Pierre Bas                                    |       | UDR        | Pierre Bas                |       | UDR   |
| 5e              | Édouard Frédéric-Dupont nsrp                  |       | CD         | Michel Caldaguès          |       | UDR   |
| 6e              | Raymond Bousquet                              |       | UDR        | Maurice Couve de Murville |       | UDR   |
| 7e              | Gabriel Kaspereit                             |       | UDR        | Gabriel Kaspereit         |       | UDR   |
| 8e              | Jean-Charles Lepidi nsrp                      |       | UDR        | Claude-Gérard Marcus      |       | UDR   |
| 9e              | André Fanton                                  |       | UDR        | André Fanton              |       | UDR   |
| 10e             | Jacques Chambaz                               |       | PCF        | Claude Martin             |       | UDR   |
| 11e             | Aimée Batier nsrp suppléant de Roger Frey     |       | UDR        | Roger Frey                |       | UDR   |
| 12e             | Pierre-Louis Bourgoin                         |       | UDR        | Pierre-Louis Bourgoin     |       | UDR   |
| 13e             | Pierre Cot                                    |       | URR (PCF)  | Henri Modiano             |       | UDR   |
| 14e             | Serge Boucheny                                |       | PCF        | Hubert Germain            |       | UDR   |
| 15e             | Michel de Grailly                             |       | UDR        | Michel de Grailly         |       | UDR   |
| 16e             | Christian de La Malène                        |       | UDR        | Christian de La Malène    |       | UDR   |
| 17e             | Jacques Marette                               |       | UDR        | Jacques Marette           |       | UDR   |
| 18e             | Nicole de Hauteclocque                        |       | UDR        | Nicole de Hauteclocque    |       | UDR   |
| 19e             | Claude Roux                                   |       | UDR        | Claude Roux               |       | UDR   |
| 20e             | Michel Habib-Deloncle                         |       | UDR        | Michel Habib-Deloncle     |       | UDR   |
| 21e             | Bernard Lepeu                                 |       | UDR        | Paul Stehlin              |       | CD    |
| 22e             | Bernard Lafay                                 |       | CD         | Bernard Lafay             |       | UDR   |
| 23e             | Jean de Préaumont                             |       | UDR        | Jean de Préaumont         |       | UDR   |
| 24e             | André Roulland suppléant de François Missoffe |       | UDR        | François Missoffe         |       | UDR   |
| 25e             | Claude Estier                                 |       | FGDS (CIR) | Louis Vallon              |       | UDR   |
| 26e             | Joël Le Tac                                   |       | UDR        | Joël Le Tac               |       | UDR   |
| 27e             | Louis Baillot                                 |       | PCF        | Jean Bernasconi           |       | UDR   |
| 28e             | Pierre Ruais                                  |       | UDR        | Pierre Ruais              |       | UDR   |
| 29e             | Paul Laurent                                  |       | PCF        | André Rives-Henrÿs        |       | UDR   |
| 30e             | Claire Vergnaud                               |       | PCF        | Roland Carter             |       | UDR   |
| 31e             | Lucien Villa                                  |       | PCF        | Albert Marcenet           |       | UDR   |

## Seine-Maritime

Députés élus de la Seine-Maritime par circonscription

| Circonscription | Député sortant    | Parti | Parti       | Député élu ou réélu | Parti | Parti       |
| --------------- | ----------------- | ----- | ----------- | ------------------- | ----- | ----------- |
| 1re             | Roger Dusseaulx   |       | UDR         | Roger Dusseaulx     |       | UDR         |
| 2e              | Tony Larue        |       | FGDS (SFIO) | Tony Larue          |       | FGDS (SFIO) |
| 3e              | Roland Leroy      |       | PCF         | Roland Leroy        |       | PCF         |
| 4e              | Colette Privat    |       | PCF         | Olivier de Sarnez   |       | UDR         |
| 5e              | André Bettencourt |       | RI          | André Bettencourt   |       | RI          |
| 6e              | Maurice Georges   |       | UDR         | Maurice Georges     |       | UDR         |
| 7e              | André Duroméa     |       | PCF         | André Duroméa       |       | PCF         |
| 8e              | Roger Fossé       |       | UDR         | Roger Fossé         |       | UDR         |
| 9e              | Raymond Offroy    |       | UDR         | Raymond Offroy      |       | UDR         |
| 10e             | Georges Delatre   |       | UDR         | Georges Delatre     |       | UDR         |

## Seine-et-Marne

Députés élus de Seine-et-Marne par circonscription

| Circonscription | Député sortant                            | Parti | Parti | Député élu ou réélu | Parti | Parti |
| --------------- | ----------------------------------------- | ----- | ----- | ------------------- | --- | ----- |
| 1re             | Marc Jacquet                              |       | UDR   | Marc Jacquet        | | UDR   |
| 2e              | Guy Rabourdin                             |       | UDR   | Guy Rabourdin       | | UDR   |
| 3e              | Bertrand Flornoy                          |       | UDR   | Bertrand Flornoy    | | UDR   |
| 4e              | Roger Pezout suppléant d'Alain Peyrefitte |       | UDR   | Alain Peyrefitte    | | UDR   |
| 5e              | Didier Julia                              |       | UDR   | Didier Julia        | Node-count limit exceeded{{Node-count limit exceeded}} {{Node-count limit exceeded\|nom\|\|{{Node-count limit exceeded}}}}{{Node-count limit exceeded\|gauche\|style="text-align:left"{{Node-count limit exceeded}}\|{{Node-count limit exceeded\|gauche\|style="text-align:left"{{Node-count limit exceeded}}}}}}{{Node-count limit exceeded\|long\|{{Node-count limit exceeded\|parti=}}\|{{Node-count limit exceeded\|long\|{{Node-count limit exceeded\|parti=}}\|{{Node-count limit exceeded\|parti=}}}}}}{{Node-count limit exceeded\| puis {{Node-count limit exceeded\|parti=}}}} |       |

## Yvelines

Députés élus des Yvelines par circonscription

Node-count limit exceeded
Node-count limit exceeded

## Deux-Sèvres

Députés élus des Deux-Sèvres par circonscription

Node-count limit exceeded
Node-count limit exceeded

## Somme

Députés élus de la Somme par circonscription

Node-count limit exceeded
Node-count limit exceeded

## Tarn

Députés élus du Tarn par circonscription

Node-count limit exceeded
Node-count limit exceeded

## Tarn-et-Garonne

Députés élus de Tarn-et-Garonne par circonscription

Node-count limit exceeded
Node-count limit exceeded

## Var

Députés élus du Var par circonscription

Node-count limit exceeded
Node-count limit exceeded

## Vaucluse

Députés élus de Vaucluse par circonscription

Node-count limit exceeded
Node-count limit exceeded

## Vendée

Députés élus du Vendée par circonscription

Node-count limit exceeded
Node-count limit exceeded

## Vienne

Députés élus de la Vienne par circonscription

Node-count limit exceeded
Node-count limit exceeded

## Haute-Vienne

Députés élus de la Haute-Vienne par circonscription

Node-count limit exceeded
Node-count limit exceeded

## Vosges

Députés élus des Vosges par circonscription

Node-count limit exceeded
Node-count limit exceeded

## Yonne

Députés élus de l'Yonne par circonscription

Node-count limit exceeded
Node-count limit exceeded

## Territoire de Belfort

Députés élus du Territoire de Belfort par circonscription

Node-count limit exceeded
Node-count limit exceeded

## Essonne

Députés élus de l'Essonne par circonscription

Node-count limit exceeded
Node-count limit exceeded

## Hauts-de-Seine

Députés élus des Vosges par circonscription

Node-count limit exceeded
Node-count limit exceeded

## Seine-Saint-Denis

Députés élus des Vosges par circonscription

Node-count limit exceeded
Node-count limit exceeded

## Val-de-Marne

Députés élus du Val-de-Marne par circonscription

Node-count limit exceeded
Node-count limit exceeded

## Val-d'Oise

Députés élus du Val-d'Oise par circonscription

Node-count limit exceeded
Node-count limit exceeded

## Guadeloupe

Députés élus de la Guadeloupe par circonscription

Node-count limit exceeded
Node-count limit exceeded

## Guyane

Députés élus de la Guyane

Node-count limit exceeded
Node-count limit exceeded

## Martinique

Députés élus de la Martinique par circonscription

Node-count limit exceeded
Node-count limit exceeded

## La Réunion

Députés élus de La Réunion par circonscription

Node-count limit exceeded
Node-count limit exceeded

## Territoire français des Afars et des Issas

Député élu du territoire français des Afars et des Issas

Node-count limit exceeded
Node-count limit exceeded

## Comores

Députés élus des Comores

Node-count limit exceeded
Node-count limit exceeded

## Nouvelle-Calédonie et dépendances

Député élu de Nouvelle-Calédonie et dépendances

Node-count limit exceeded
Node-count limit exceeded

## Polynésie française

Député élu de la Polynésie française

Node-count limit exceeded
Node-count limit exceeded

## Saint-Pierre-et-Miquelon

Député élu de Saint-Pierre-et-Miquelon

Node-count limit exceeded
Node-count limit exceeded

## Wallis-et-Futuna

Député élu de Wallis-et-Futuna

Node-count limit exceeded
Node-count limit exceeded